# Mistrzostwa Europy w Kolarstwie BMX 2022
Mistrzostwa Europy w Kolarstwie BMX FREESTYLE 2022 odbywały się w dniach 11–13 sierpnia 2022 w Monachium, podczas 2. Mistrzostw Europejskich. 

## Wyniki
| Konkurencja | Złoto            | Rezultat | Srebro         | Rezultat | Brąz         | Rezultat |
| ----------- | ---------------- | -------- | -------------- | -------- | ------------ | -------- |
| Mężczyźni   | Anthony Jeanjean | 93,60    | Kieran Reilly  | 92,10    | Marin Ranteš | 88,80    |
| Kobiety     | Iveta Miculyčová | 80,00    | Kim Lea Müller | 78,60    | Laury Perez  | 78,20    |

## Klasyfikacja medalowa
*   Gospodarz ( Niemcy)
| Miejsce | Reprezentacja   | Złoto | Srebro | Brąz | Razem |
| ------- | --------------- | ----- | ------ | ---- | ----- |
| 1       | Francja         | 1     | 0      | 1    | 2     |
| 2       | Czechy          | 1     | 0      | 0    | 1     |
| 3       | Wielka Brytania | 0     | 1      | 0    | 1     |
| 3       | Niemcy*         | 0     | 1      | 0    | 1     |
| 5       | Chorwacja       | 0     | 0      | 1    | 1     |
| Razem   | Razem           | 2     | 2      | 2    | 6     |